# Suvi Do (gmina Tutin)
Suvi Do (cyr. Суви До) – wieś w Serbii, w okręgu raskim, w gminie Tutin. W 2011 roku liczyła 405 mieszkańców.